# سن-نوربر، کبک
سَن-نُربِر (به فرانسوی: Saint-Norbert) قصبه‌ای در منطقه شهری دوتره ناحیه لانودییر در استان کبک کانادا است. در سرشماری سال ۲۰۱۱ این قصبه ۱٬۰۸۸ نفر جمعیت داشته‌است و مساحت آن ۷۷٫۳۱ کیلومتر مربع است.